# Délvidék
Délvidék var en region i södra Ungern till första världskrigets slut, numera en region i det autonoma Vojvodina i Serbien.
I Délvidék begicks omfattande brott mot mänskligheten under och efter andra världskriget. Tyskar samt ungerska ultranationalister, i huvudsak pilkorsare, mördade 1941 tusentals judar och serber. De tyska officerare som hade beordrat massakern flydde till Tyskland. De ungerska ansvariga ställdes i Ungern redan 1943 tills svars för sina handlingar och dömdes till döden och avrättades senare i Jugoslavien som krigsförbrytare. 
- Ferenc Feketehalmy-Czeydner (1890–1946), generalöverste och SS-Obergruppenführer
- Ferenc Szombathelyi (1887–1946), generalöverste
- József Grassy (1894–1946), generallöjtnant och SS-Gruppenführer
- Márton Zöldi (1912–1946), överste

Efter andra världskriget förövade den sovjetiska Röda armén och de jugoslaviska partisanerna hämndaktioner (massakrer) på den tyska och ungerska civilbefolkningen i Vojvodina. Endast de ungerska offren beräknas till 20 000–60 000.[källa behövs] De ansvariga för massakern ställdes aldrig inför rätta.